# Врач общей практики
Врач общей практики — специалист в области общей медицины. В России врачом общей практики может быть только специалист с высшим медицинским образованием. Разновидностью врача общей практики является семейный врач. Задачей врача общей практики является оказание первичной врачебной помощи.

## Азия

### Индия и Бангладеш
Основные медицинские степени в Индии и Бангладеш -  бакалавр медицины, бакалавр хирургии, бакалавр Аюрведы, медицины и хирургии, BHMS (бакалавр гомеопатической медицины и хирургии) и BHMS (бакалавр Унани медицины и хирургии). Как правило, они состоят из четырех с половиной лет курса, за которым следует год обязательной ротационной стажировки в Индии. В Бангладеш это пятилетний курс, за которым следует год обязательной ротационной стажировки. Интернатура требует от кандидата работать во всех отделениях в течение оговоренного периода времени, проходить практическое обучение по лечению пациентов.
Регистрация врачей обычно осуществляется государственными медицинскими советами. Постоянная регистрация в качестве зарегистрированного практикующего врача разрешается только после удовлетворительного завершения обязательной практики.
Федерация ассоциаций семейных врачей Индии (ФФПАИ) является организацией, которая имеет связь с более чем 8000 врачей общей практики через аффилированное членство.

### Пакистан
В Пакистане за пятью годами Бакалавра медицины (специализация - хирургия) следует один год стажировки по разным специальностям. Пакистанский медицинский и стоматологический Совет (PMDC) затем предоставляет постоянную регистрацию, после чего кандидат может выбрать практику в качестве врача общей практики или выбрать специализированную подготовку.
Первая учебная программа по семейной медицине была утверждена Коллегией Врачей и хирургов Пакистана (CPSP) в 1992 году и начата в 1993 году отделом семейной медицины Департамента общественных медицинских наук Университета Ага Хана, Пакистан.
Программа подготовки по семейной ординатуре Университета Зиауддин одобрена  Сообществом в Семейной Медицине.

## Россия
В Советском Союзе специальности «врач общей практики» не существовало, аналогичные функции выполнял участковый терапевт. После глубокой ревизии модели Семашко, сделанной в 1970-х годах, роль участкового терапевта значительно снизилась и должностей с функциями врача общей практики в системе советского здравоохранения не осталось. В Российской Федерации Положение о враче общей практики было введено в действие в 1992 году, после чего медицинские вузы начали подготовку по соответствующей специальности.
Право на деятельность врача общей практики даёт сертификат о соответствующей квалификации. Общая врачебная практика может осуществляться как индивидуально, так и в группе, в том числе с участием узких специалистов. Работа врачей общей практики допускается, как в медицинском учреждении, так и частным порядком.
Врач общей практики обладает широкими юридическими правами. Он может руководить младшим медицинским персоналом, оказывать услуги по договорам медицинского страхования, заключать дополнительные к основному контракту договоры, проводить экспертизу качества медицинских услуг. За самостоятельно принимаемые решения врач общей практике несёт ответственность в соответствии с законодательством.
Основными задачами врача общей практики являются:
- профилактика, диагностика и лечение наиболее распространённых заболеваний;
- оказание экстренной и неотложной медицинской помощи;
- выполнение медицинских манипуляций.

## Великобритания
В Национальной службе здравоохранения Великобритании, врач общей практики (General Practitioner, GP) играет центральную роль. За редкими исключениями (такими, как, например, подиатр или физиотерапевт), врач общей практики является первым врачом, к которому обращается пациент, часто для получения направления на проведение предварительных анализов или к врачу-специалисту.

## США
В системе здравоохранения США врачу общей практики принадлежит основная роль в лечении больных, именно он следит за ходом лечения, видит больного в целом. Иногда оценить состояние пациента при первом же обращении к врачу, решить, насколько серьёзно тот болен, гораздо сложнее, чем назначить ту или иную схему лечения, когда больной уже всецело обследован. Таким образом, отличительной особенностью врача общей практики является незаурядная широта знаний как из опыта и бесед с коллегами, так и из медицинской литературы. Для получения права на общую практику необходимо сдать экзамен (например, United States Medical Licensing Examination).